# Annibale Ajmone Marsan
Annibale Ajmone Marsan (Torino, 29 febbraio 1888 – Londra, 5 marzo 1956) è stato un imprenditore, dirigente sportivo e calciatore italiano, di ruolo centrocampista.
Fu dirigente della Juventus e procuratore generale dell'imprenditore Riccardo Gualino. Fu fratello di Riccardo (III) ed Alessandro (I), figlio di un finanziatore del club, l'imprenditore Marco Ajmone Marsan, che era originario di Crosa.
Il suo cognome nei tabellini è riportato talvolta come Aimone o Aymone. 

## Carriera
Fu un giocatore della Juventus nelle stagioni 1905, 1909-1910 e 1910-1911. Il suo soprannome era Anny, il suo esordio e unica partita giocata fu contro l'Andrea Doria il 10 aprile 1910.
Nel 1905, assieme al fratello Alessandro, vinse il Torneo delle seconde squadre.

## Statistiche

### Presenze e reti nei club
| Stagione  | Club     | Campionato | Campionato | Campionato | Campionato |
| Stagione  | Club     | Comp       | Pres       | Reti       |            |
| --------- | -------- | ---------- | ---------- | ---------- | ---------- |
| 1909-1910 | Juventus | PC         | 1          | 0          |            |
| Totale    | Totale   | Totale     | 1          | 0          |            |

## Palmarès

### Giocatore
- Seconda Categoria: 1

Juventus II: 1905